# Vientián
Vientián (idegen átírással Vientiane, kiejtve /vjɛnˈtjɑːn/, helyi nevén Viangcsan, kiejtve /wiəŋ-ʤan/) a Laoszi Népi Demokratikus Köztársaság fővárosa, legnagyobb városa, kulturális és gazdasági központja.

## Fekvése
A Mekong bal partján, Észak-Laosz egyetlen termékeny síkságán terül el.

## Éghajlata
Éghajlata trópusi monszun, emiatt az esős és a száraz évszak szabályosan váltakozik.
| Hónap                                                            | Jan. | Feb. | Már. | Ápr. | Máj. | Jún. | Júl. | Aug. | Szep. | Okt. | Nov. | Dec. | Év   |
| ---------------------------------------------------------------- | ---- | ---- | ---- | ---- | ---- | ---- | ---- | ---- | ----- | ---- | ---- | ---- | ---- |
| Átlagos max. hőmérséklet (°C)                                    | 28,4 | 30,3 | 33,0 | 34,3 | 33,0 | 31,9 | 31,3 | 30,8 | 30,9  | 30,8 | 29,8 | 28,1 | 31,0 |
| Átlagos min. hőmérséklet (°C)                                    | 16,4 | 18,5 | 21,5 | 23,8 | 24,6 | 24,9 | 24,7 | 24,6 | 24,1  | 22,9 | 19,3 | 16,7 | 21,8 |
| Átl. csapadékmennyiség (mm)                                      | 7    | 13   | 33   | 84   | 245  | 279  | 272  | 334  | 297   | 78   | 11   | 2    | 1655 |
| Havi napsütéses órák száma                                       | 254  | 217  | 217  | 225  | 207  | 153  | 148  | 136  | 138   | 248  | 234  | 257  | 2434 |
| Forrás: World Meteorological Organization, Hong Kong Observatory |      |      |      |      |      |      |      |      |       |      |      |      |      |

## Nevének eredete
A város nevének eredetére két nézet is van. Az egyik szerint a páli nyelvből ered, és jelentése „a király szantálfa erdeje”. A másik nézet szerint Vientián eredeti neve (Viangcsan) azt jelenti, hogy „a hold városa”.

## Története
Vientián alapításának pontos idejét nem ismerjük, de valószínű, hogy a khmer uralom alatt létezett itt egy település egy hindu templommal, amely a mai Pha That Luang helyén lehetett. A 11. és a 12. század folyamán érkeztek meg a thai és lao törzsek Délkelet-Ázsiába Dél-Kína területéről, és kiszorították a khmer lakosságot, amelynek a helyét a laók vették át.
1354-ben Fa Ngum megalapította a Lan Xang királyságot, amelyben fontos helyet kapott Vientián, de fővárossá csak 1563-ban Setthathirath király léptette elő. 1707-ben szétesett a Lan Xang királyság és Vientián önálló királyság lett. 1779-ben Sziám elfoglalta és függésbe került.
Anouvong király föllázadt a sziámi uralom ellen, de a lázadást leverték 1827-ben. 1893-ban Francia Indokína része lett, és 1899-ben a francia védnökség alatt álló Laosz fővárosa lett.
1954-ben a független Laoszi Királyság fővárosa, majd a 20 éves polgárháborút követően a Laoszi Népi Demokratikus Köztársaság fővárosa lett.

## Közigazgatás
A laoszi főváros Vientián prefektúrában található (kampheng nakhon Vientián). Ezt 1989-ben választották le a Vientián tartományról.
Ezenkívül a várost hat körzetre osztották fel:
- Chantabuly
- Hadxaifong
- Sikhottabong
- Sisattanak
- Xaysetha

## Látnivalók
Vientián látnivalóinak a többsége a gyarmatosítás előtti korszakból származik, és a helyi építészeti stílusban épült. Híres látnivalók:

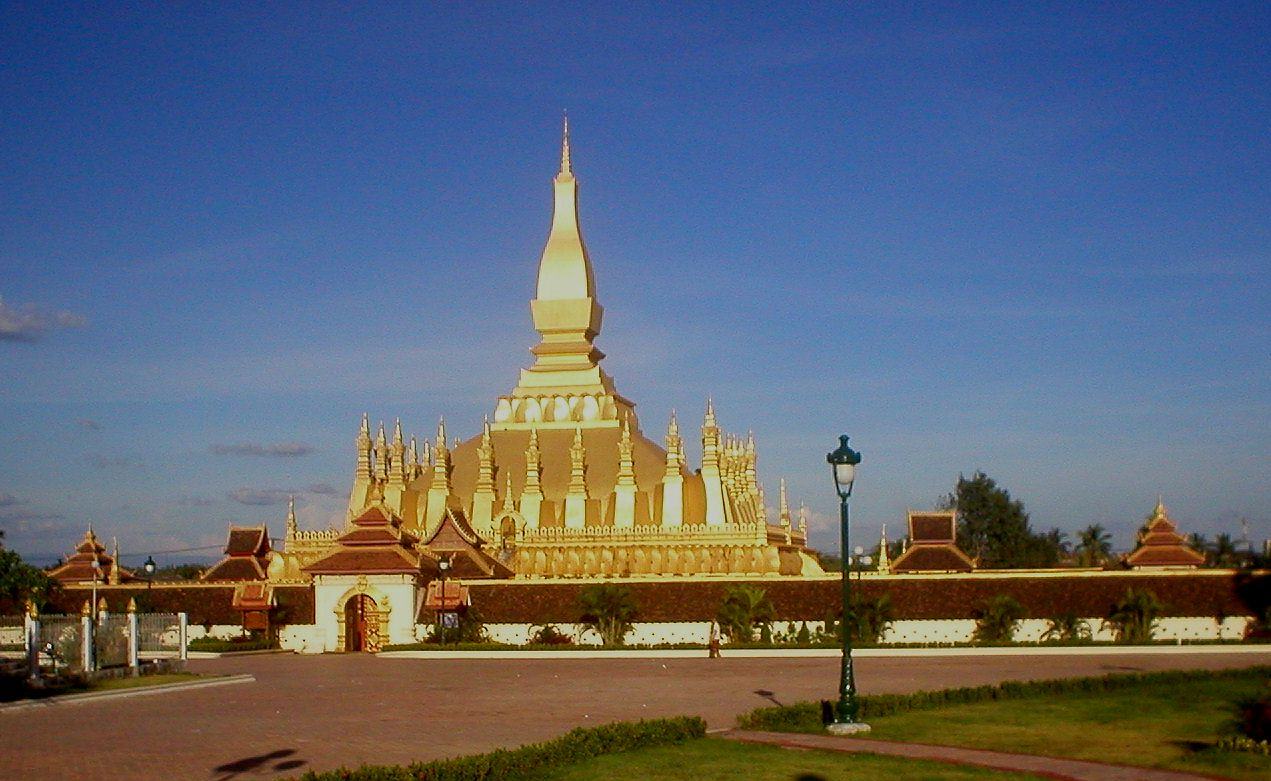
Pha That Luang, az aranyozott buddhista templom, amely a város és az ország jelképe, utóbbi címerén is megtalálható.
- Haw Phra Kaew
- Nemzeti Múzeum
- Patuxay (Függetlenségi emlékmű)
- Talat Sao piac
- That Dam
- Wat Ong Teu Mahawihan
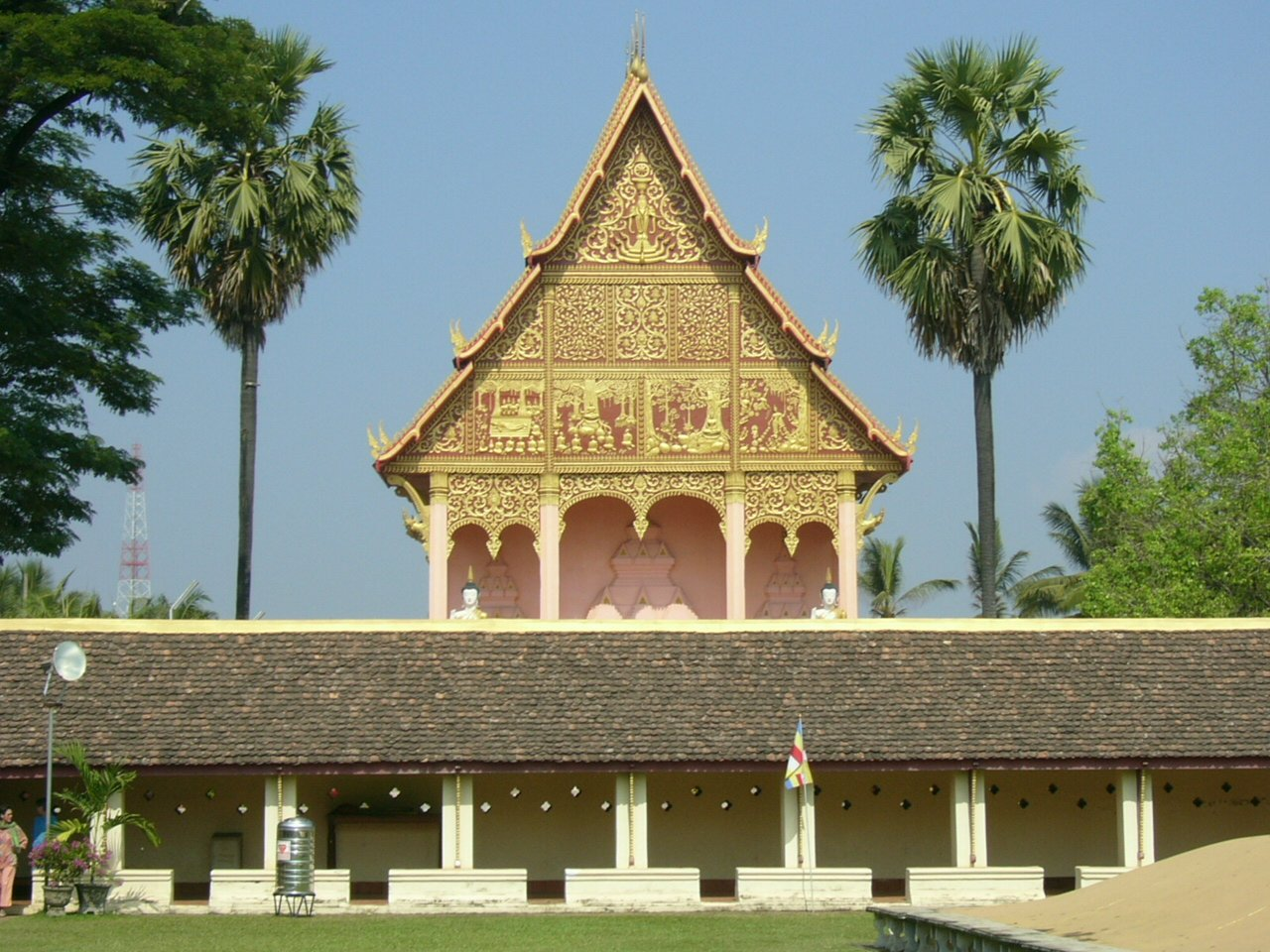
Wat Si Muang
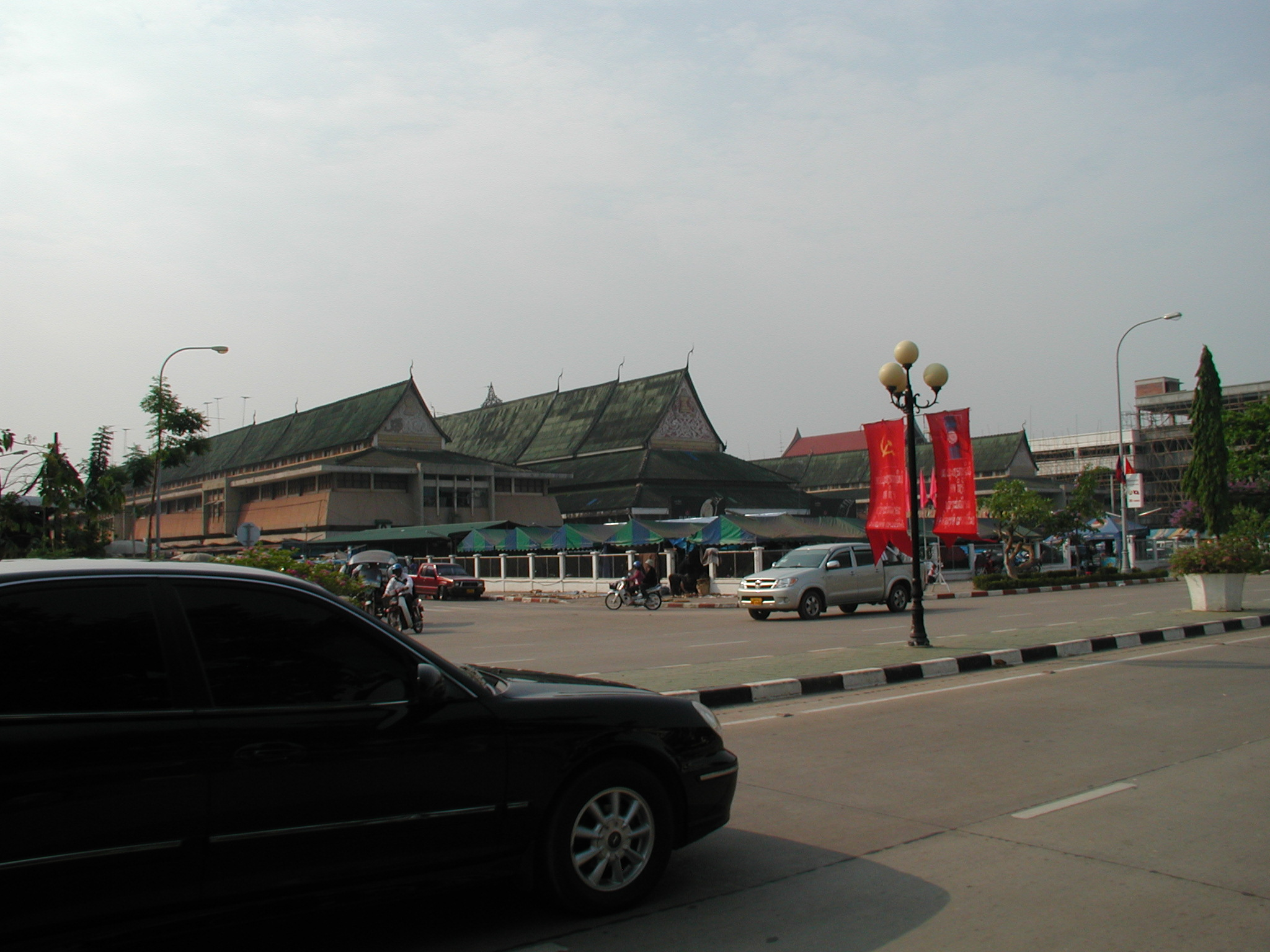
A Talat Sao piac

- Wat Si Saket
- Wat Sok Pa Luang

- Pha That Luang
- Wat Si Saket
- A Talat Sao piac

## Közlekedés
A főváros közlekedésére a közúti forgalom a jellemző. Ebben jelentős szerepe van az 1990-es években megnyitott Thai-lao barátság hídjának. Bár  Thaoföld felé vasúti közlekedés még nincsen, de tervezik az első vonal építését az előbb említett hídon keresztül, hogy ezzel is javítsák a Thaiföld felé való közlekedést. Egy kínai beruházás keretében 2021-ben nyitották meg a Kína-Laosz nagysebességű (LCR) vasútvonalat, melynek laoszi végállomása Vientiane-ben van. A légi közlekedését a Wattay nemzetközi repülőtér látja el.